# Maison du patrimoine oral de Bourgogne
La Maison du patrimoine oral de Bourgogne est une association, située en France dans la commune d'Anost, dans le département de Saône-et-Loire en Bourgogne-Franche-Comté.
Le nom est parfois abrégée en « Maison du patrimoine oral », ou encore « Maison de l'oralité »,
Créée en 2008, elle est la 6e maison à thème du réseau de l'écomusée du Morvan.

## Patrimoine culturel immatériel
La Maison du patrimoine oral de Bourgogne anime un espace d'exposition, développe un centre de ressources documentaires sur le PCI et coordonne un lieu de pratiques vivantes.
Elle dispose d'une bibliothèque de lecture publique ainsi qu'une boutique proposant des livres et des CD de musique traditionnelles. C'est également les locaux des associations fondatrices de la MPO Bourgogne : Union des Groupes et Ménétriers du Morvan, Mémoires Vives, Association Musicale d'Anost, Langues de Bourgogne, Anost Cinéma.

## Objectifs et enjeux
Les objectifs et enjeux couvrent aussi bien les aspects culturels et pédagogiques (assurer la transmission du patrimoine culturel immatériel, sensibiliser et sauvegarder sur la diversité culturelle, favoriser les échanges et les comparaisons avec d’autres cultures, ...), que touristiques (renforcer l'attractivité des territoires) ou encore scientifiques (conserver et mettre en accès les ressources et favoriser des recherches, collecter des récits et paroles, participer aux réflexions sur le patrimoine immatériel), piloté par Caroline Darroux,.